# 香港浸會大學國際學院

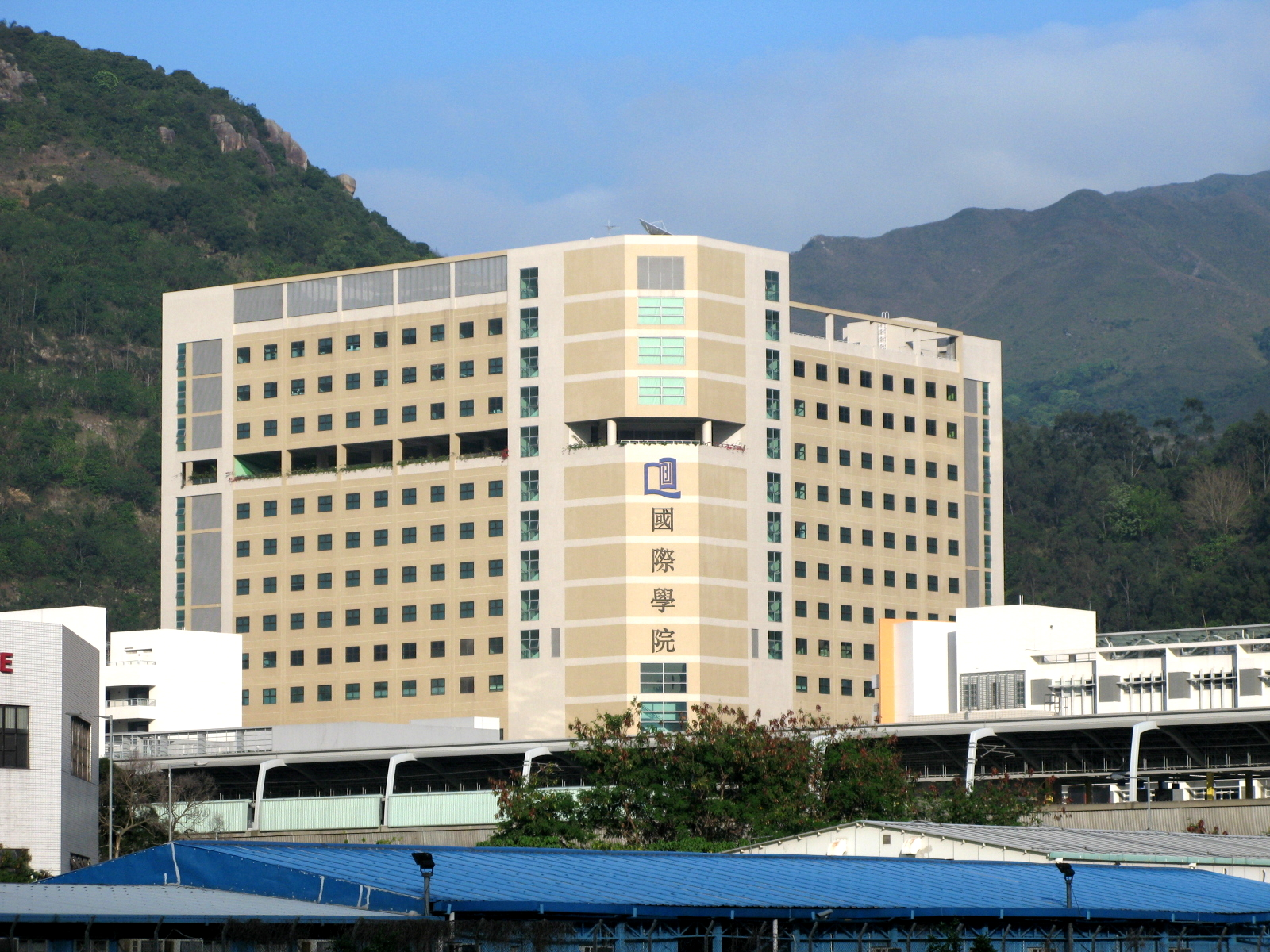
香港浸會大學國際學院石門校園

香港浸會大學國際學院（英語：Hong Kong Baptist University College of International Education），簡稱浸大國際學院，為香港浸會大學持續教育學院管理下的自資學院。

## 歷史
香港浸會大學國際學院於2000年4月由香港浸會大學成立，提供兩年制副學士課程。2005年學院更開辦副學士基礎課程、學位銜接課程。

## 簡介
學院的目標是為專上學生提供富人文氣息的學習環境，為學生提供另外的選擇。
學院採用與大學相同的課程質素檢定程序，由教務委員會、課程評審委員會、學術發展委員會、學術及專業評審委員會、學術顧問小組及朋輩評審小組確保副學士的課程質素切合學生及社會的需要。而課程諮詢委員會、學務委員會、課程管理委員會、學科統籌主任會議、教師專業發展委員會、學生事務委員會、資訊科技支援委員會、校友會工作小組及師友計劃則通過教學評估及視學督導報告等收集師生對課程的意見。 

## 教學大樓
學院設有兩個校園 － 九龍塘校園及石門(沙田)校園。九龍塘校園位於香港浸會大學浸會大學道校園的持續教育大樓五至十二樓，總面積約5,607平方米。設施包括多媒體課室、資源圖書館、電腦實驗室、多媒體語言實驗室、學生輔導室及行政辦公室等。2006年9月，學院啟用了新落成的石門(沙田)校園，總面積約3萬平方米，提供室內游泳池、健身室、演講廳、電腦及多媒體實驗室、圖書館、康體活動發展中心、心理學實驗室、傳播實驗室、語言實驗室、餐廳及環境生態資源中心等設施。

## 課程範圍

### 副學士
應用科學學部
- 環境保育學
- 金融科技
- 地理及資源管理
- 健康科學
- 生命科學
- 營養與食物管理
- 樹木管理

人文及語言學部
- 專業中文
- 文化研究
- 音樂學
- 專業傳意及英語研究
- 視覺藝術

商學部
- 工商管理
- 財務管理
- 市場學
- 專業會計學
- 旅遊及款待業管理

傳理學部
- 傳理學
- 創意數碼媒體設計
- 創意媒體寫作
- 電影、電視及數碼媒體學
- 新聞學
- 媒體傳播

社會科學學部
- 應用社會服務
- 歷史及香港研究
- 實踐哲學
- 心理學
- 社會及公共政策研究
- 社會與健康研究
- 社會學與數碼社會
- 運動及康樂學

## 「2+2 無縫銜接升學模式」及「南澳大學學位無縫銜接升學」

### 「2+2 無縫銜接升學模式」
國際學院開辦副學士及自資學士學位課程均由浸大監管，證書由浸大頒發，確保質素及認受性。同學完成兩年副學士課程後，可以偱「2+2」升學模式，無縫銜接學院與浸大各學院合辦的自資學士學位課程最後兩年，只需四年便可取得浸大自資榮譽學士學位。學院副學士課程中通識學科之學分，全部獲浸大本部承認，同學升讀自資學士學位課程後，毋須就通識學分補科，以涉獵更廣泛知識。
完成兩年副學士課程後，同學除了可選擇繼續升讀浸大自資學士學位課程，亦可選擇通過非聯招報讀八大共超過5,000個政府資助高年級學額 (2018/19學年)。學院已經與30所海外夥伴大學簽訂銜接協議，同學完成本校的副學士課程後，可申請入讀英國、美國、澳洲、新西蘭及加拿大多間著名大學的學士學位課程，多元升學，取得認可學位的出路甚多。

### 「南澳大學學位無縫銜接升學」
國際學院副學士畢業生亦可無縫銜接升讀由浸大持續進修學院與南澳大學協辦之經本地學術評審的相關學士學位銜接課程，資歷與本地大學學位等同。

## 「4年自資學位優先入學計畫」
2016年6月，浸大國際學院宣佈新學年推出「4年自資學位課程優先入學計畫」，是特別為本地、內地及海外合資格的申請人而設的升學計畫。計畫旨在為同學提供直接而無縫的升學途徑，以4年時間取得香港浸會大學榮譽學士學位。通過此計畫，同學完成副學士課程後，可直接升讀相關學士學位課程。。

### 資格
DSE成績達「33222」或以上，包括中國語文及英國語文達第三級及數學、通識教育及一科選修科達第二級，或 於IB國際文憑試考得24分或以上 

### 遴選方法
計劃申請人必須成功獲得國際學院副學士課程取錄，並達到浸大本科生入學要求，以及通過由所屬院校系負責的入學評審和面試擇優取錄。合資格申請人將會自動獲得遴選機會，無須額外提交申請。

### 取錄
取錄方式依據申請人的文憑試成績（或相關學歷）和面試表現。考獲「直接取錄」資格的申請人，只要修畢副學士課程後，可直接升讀預先選擇之自資銜接學士學位課程；而考獲「條件取錄」資格的申請人，則需要以成績平均積點（CGPA）達到所升讀個別自資銜接學士學位課程的要求，才可以於修畢副學士課程後直接銜接升讀，以4年時間取得浸大榮譽學士學位。

## 收生情況
根據自資專上教育委員會及傳媒的資料，以下是該校全日制大專課程的實際收生人數。
| 學年    | 銜接學位 | 副學士學位 | 收生總數 | 備註 |
| ------- | -------- | ---------- | -------- | ---- |
| 2012/13 | -        | 2,696      | 2,696    |      |
| 2013/14 | -        | 1,494      | 1,494    |      |
| 2014/15 | -        | 1,638      | 1,638    |      |
| 2015/16 | 671      | 1,677      | 2,348    |      |
| 2016/17 | 744      | 1,593      | 2,337    |      |
| 2017/18 | 693      | 1,220      | 1,913    |      |
| 2018/19 | 720      | 1,453      | 2,173    |      |
| 2019/20 | 590      | 1,313      | 1,903    |      |
| 2020/21 | 576      | 1,285      | 1,861    |      |

## 著名校友
- 胡子彤：棒球運動員、藝人
- 孫嘉兒：游泳運動員
- 劉知名：空手道運動員
- 劉慕裳：空手道運動員，2020年夏季奧林匹克運動會空手道女子個人形銅牌得主[6]
- 姚家豪(Bu)：前香港商業電台DJ，現為100毛成員之一
- 林芊妤：藝人
- 楊梓瑤︰少女模特兒 (浸大咪神 Carol)
- 何建曦︰組合C AllStar成員
- 甄澤權︰著名魔術師
- 李澤邦：魔法擂台參賽者
- 糖妹：香港女歌手
- 陳葦璇：香港歌手，前組合As One成員
- 陳潔玲：香港無綫電視女藝員
- 湯加文：香港女演員
- 柳應廷：組合MIRROR成員
- 朱國魁：香港大學專業進修學院行政主任
- 林家熙：香港男演員
- 王虹茵：藝人、前女子藝術體操運動員
- 練美娟：香港女藝人
- 何映俞：香港女模特兒
- 王怡然：2023年度香港小姐競選亞軍及最上鏡小姐

## 參閱
- 香港浸會大學
- 香港浸會大學持續教育學院
- 香港專上教育

## 外部連結
- 官方网站